# José Pedro Machado
José Pedro Machado GOIH • GOIP (Faro, 8 de novembro de 1914 — Lisboa, 26 de julho de 2005) foi um professor, filólogo, linguista, historiador, dicionarista, camonista, bibliógrafo e arabista português.  

## Biografia
Formou-se em Filologia Românica na Faculdade de Letras da Universidade de Lisboa em 1938, e em Ciências Pedagógicas nas Universidades de Lisboa e de Coimbra. Era viúvo de Elza Paxeco, a primeira senhora doutorada pela Faculdade de Letras da Universidade de Lisboa.
Foi professor do Ensino Técnico Profissional, leccionando na Escola Industrial Fonseca Benevides (1939/1940), Escola Comercial Veiga Beirão (1940/1941,1946/1947 e 1947/1948), Escola Comercial Patrício Prazeres (1941/1942, 1943/1944, 1944/1945), Escola Industrial e Comercial Gabriel Pereira, Évora (1948/1949) e Escola Industrial Afonso Domingues, desde 1949 até à aposentação, em 1979.
Membro do Júri de exames de admissão ao Instituto Industrial de Lisboa de 1951 a 1959.
Membro do Júri de exames de admissão ao Instituto Comercial de Lisboa de 1955 a 1959.
Discípulo de David Lopes na Universidade de Lisboa, e de José Leite de Vasconcelos, é tido como um dos maiores dicionaristas da língua portuguesa. José Pedro Machado publicou dois dos mais relevantes dicionários do idioma, o Dicionário Etimológico da Língua Portuguesa e o Dicionário Onomástico Etimológico da Língua Portuguesa.  
Fez parte de vários júris de admissão a estágios do Ensino Técnico Profissional aos Institutos Comerciais e Industriais.  
Foi relator da Comissão do Vocabulário, Dicionário e Gramática da Academia das Ciências de Lisboa (1938-1940).  
Publicou com sua esposa, Elza Paxeco, e sem nenhum apoio, o Cancioneiro da Biblioteca Nacional, 1949-1964. 
Participou em vários congressos, em Coimbra, em Lisboa, em Saragoça, em Sevilha, tendo sido Secretário-geral do I Congresso Nacional do Ensino Técnico Profissional, realizado em Portugal em 1958.
Fez parte da Missão Portuguesa ao IV Colóquio Internacional de Estudos Luso-Brasileiros, em São Salvador da Baía, Universidade Federal da Bahia, 10 a 21 de agosto de 1959. 
Participou do Congresso Histórico de Portugal Medievo, realizado de 6 a 10 de novembro de 1959, em Braga. 
Teve a seu cargo o Inventário e Unificação da Terminologia Técnica Portuguesa,1961. 
Presidente da Secção de Estudos Luso-Árabes da Sociedade de Geografia de Lisboa. 
Também participou no XXVI Congresso Luso-Espanhol para o Progresso das Ciências, realizado no Porto em junho de 1962.
Colaborou no Dicionário de História de Portugal, dirigido por Joel Serrão.
Com uma bibliografia que ultrapassa a centena, o investigador publicou ainda trabalhos como a transcrição do Cancioneiro de Évora (1951), a Biobibliografia de David Lopes (1967), os Dispersos de D. Carolina Michaëlis de Vasconcelos, 3 vols. (1969-1972). 
Colaborou com o Dr. Raul Machado na RTP no programa "Charlas Linguísticas".
Durante toda sua vida académica manteve diálogo com  Antenor Nascentes, C. Ralph Boxer, Celso Cunha, Gunnar Tilander, Henry H. Carter, Joan Coromines, Silveira Bueno, entre muitos outros 
O seu nome encontra-se presente nas toponímias de Faro, Lisboa e de Loulé.

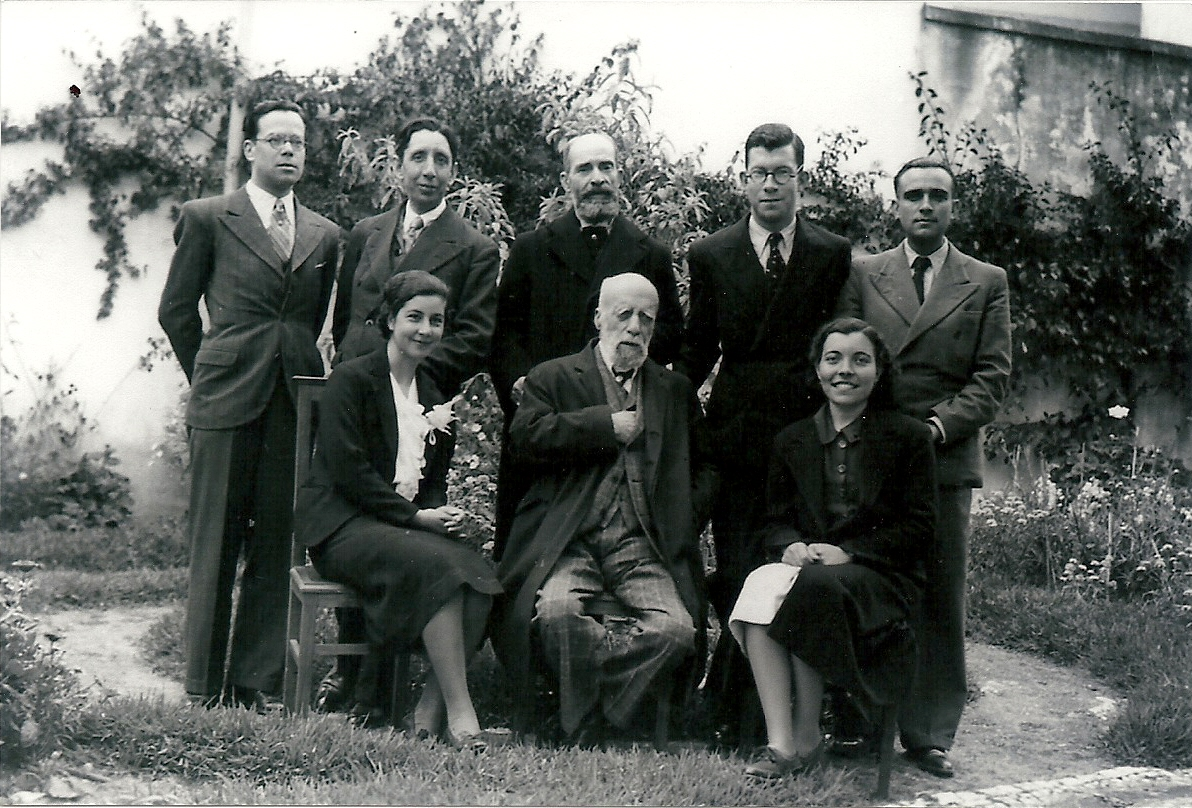
Centro de Estudos Filológicos (1938/39). Aos domingos à tarde, José Pedro Machado (segundo à direita) ia apresentar as suas palestras a que assistiam professores do Ensino Secundário, licenciados em Letras, e, muitas, vezes, o mestre José Leite de Vasconcelos (ao centro, sentado).

## Algumas das Instituições a que pertenceu
- Academia Brasileira de Filologia.
- Academia de Marinha, Lisboa. Membro Efectivo desde 25.10.1972.
- Academia Nacional de la Historia (Venezuela). Sócio Correspondente, eleito em 03.04.1992.
- Academia Portuguesa da História (Académico de Mérito).
- Centro Cultural "Euclides da Cunha", Paraná. Eleito em 23.10.1972.
- Instituto Histórico e Geográfico Brasileiro.
- Instituto Histórico e Geográfico de São Paulo: Sócio Correspondente estrangeiro, eleito em sessão de 16.02.1963.
- Real Academia de la Historia (Espanha). Académico Correspondente eleito em 1991.
- Real Academia Sueca de Letras, História e Antiguidades (2º português - único no séc.XX): Sócio Correspondente estrangeiro, eleito em sessão de 03.06.1969.
- Sociedade de Geografia de Lisboa: Sócio Efectivo, eleito em sessão de 23.05.1960.
- Sociedade de Língua Portuguesa: Sócio de Honra, eleito em 12.06.1980.

## Principais condecorações recebidas
- Grande-Oficial da Ordem da Instrução Pública. Alvará de 14 de novembro de 1995.[3]
- Medalha de Ouro da Cidade de Faro. Atribuída a 7 de setembro de 1997.
- Medalha de Mérito Cultural. Despacho do Ministro da Cultura de 11 de outubro de 1999.
- Grande-Oficial da Ordem do Infante D. Henrique. Alvará de 8 de junho de 2007. - a título póstumo.[3]

## Obras
Lista incompleta
- Notas Etimológicas. [4]
- «Saga» não «zaga». [5]
- Miona. [6]
- A fala da moura das «Cortes de Júpiter». [7]
- Alguns Vocábulos de Origem Árabe. [8]
- Contemplação de São Bernardo, segundo as seis horas canónicas do dia (ed. do ms. do séc. XV). [9]
- Comentários a alguns arabismos do «Dicionário» de Nascentes. [10]
- Curiosidades Filológicas. [11]
- As línguas do mundo. Lisboa: Empresa Contemporânea de Edições, Lda.
- Gonçalves Viana (diversos textos). [12]
- Acrescentos de Gonçalves Viana às suas Apostilas. Outras notas a propósito.Fasc. I. Lisboa: Separata do Boletim de Filologia, T. VII, 1940.
- Sintra Muçulmana. [13]
- Porque foi escrita a «Origem da Língua Portuguesa» de Duarte Nunes de Leão? [14]
- Acrescentos de Gonçalves Viana às suas Apostilas. Outras notas a propósito. Fasc. II. Lisboa: Centro de Estudos Filológicos, 1941.
- O Português do Brasil. [15]
- Breve História da Linguística. [16]
- Le professeur David Lopes (1867-1942). Bulletin Hispanique, Tome XLV, Nº 1, Janvier 1943.
- Elementos Hispânicos do Vocabulário Latino. [17]
- Arte Poética - Boileau, na tradução do Conde da Ericeira. Prefácio e notas de J. P. M. [18]
- O problema da transcrição portuguesa do alfabeto arábico. [19]
- A Língua Arábica do Andaluz, segundo os «Prolegómenos» de Iben Caldune. [20]
- Colaboração nos Descobrimentos Portugueses, do Dr. João Martins da Silva Marques, seu Professor na Universidade. [21]
- Verdes Anos de Bernard Shaw - Tradução. Lisboa: Editorial Minerva, 1944.
- As Origens do Português. [22]
- Os Estudos Arábicos em Portugal. [23]
- Origem da Língua Portuguesa - Duarte Nunes de Leão. Quarta edição da obra, com estudo preliminar e anotações de J. P. M. [24]
- Aventuras de um Guerreiro Mongol (A Bandeira Azul), de David-Léon Cahun. Tradução, prefácio e notas de J. P. M. [25]
- Bases da Nova Ortografia. [26]
- Grande Dicionário da Língua Portuguesa de António de Morais Silva. Décima edição. [27]
- Cancioneiro da Biblioteca Nacional: antigo Colocci-Brancuti. Leitura, Comentários e Glossário de Elza Paxeco e J. P. Machado. [28]
- Évora Muçulmana. [29]
- Adolfo Coelho e o Romanço Moçarábico. [30]
- Cancioneiro de Évora. [31]
- Dicionário Etimológico da Língua Portuguesa. [32]
- Questões Etimológicas.Revista de Portugal, Série A-Língua Portuguesa, Vol.XVII, 1952.
- Dicionário do Estudante. [33]
- Os Estudos Arábicos em Portugal. Lisboa.
- O Testamento de Afonso II(1214). Lisboa: Revista de Portugal, Série A-Língua Portuguesa, Vols XX e XXI, 1956.
- O Testamento de D. Mafalda (1256). Lisboa: Revista de Portugal, Série A- Língua Portuguesa, Vol. XXI, 1956.
- Gramática da Língua Portuguesa de João de Barros. Organizada por J. P. M. [34]
- Influência Arábica no Vocabulário Português. [35]
- Dicionário da Língua Portuguesa, SLP. Coordenação de J. P. M. [36]
- Em Louvor da Língua Portuguesa. Compilação e notas de J. P. M. [37]
- A Carta-Proémio do Marquês de Santilhana. [38]
- Vocabulário da língua portuguesa: onomástico e de nomes comuns com esquema de conjugação dos verbos irregulares. [39]
- Dicionário da Língua Portuguesa. [40]
- À Margem dos Livros. [41]
- Aspectos do Português Primitivo e sua adaptação em formas toponímicas colhidas em textos arábicos. [42]
- António de Morais Silva - Novo Dicionário Compacto da Língua Portuguesa. [43]
- Os mais antigos Arabismos da Língua Portuguesa (Séculos IX-XII). [44]
- A Transcrição Portuguesa do Alfabeto Arábico. [45]
- Notas de Toponímia Portuguesa. [46]
- Lexicologia científica de origem oriental nos «Colóquios dos Simples e Drogas». [47]
- Os prováveis primeiros arabismos recebidos pela língua portuguesa no Oriente. Comunicação apresentada ao XXVI Congresso Luso Espanhol para o Progresso das Ciências, realizado no Porto em Junho de 1962. Lisboa: Separata da Revista de Portugal, Vol. XXVII, 1962.
- Um trabalho desconhecido(?) da Academia Ortográfica Portuguesa. Lisboa: Separata da Revista de Portugal, Série A- Língua Portuguesa, Vol. XXVII, 1962.
- Contribuição para o estudo do elemento arábico na terminologia naval portuguesa. Lisboa: Separata da Revista de Portugal, Série A - Língua Portuguesa, Vol. XXVIII, 1963.
- Elementos arábicos no vocabulário técnico dos «Colóquios» de Garcia d'Orta. [48]
- Terminologia linguística. Lisboa: Separata do Boletim Escolas Técnicas, nº 27, 1963.
- Sobre a palavraEstau(Texto anónimo publicado em 1788). Lisboa: Separata da Revista de Portugal-Série A-Língua Portuguesa, Vol.XXVIII, 1963.
- Notas soltas sobre a influência arábica na Língua Portuguesa. [49]
- A Península Hispânica segundo um geógrafo arábico do século XII. Prefácio e tradução de J. P. M. [50]
- A doação de Açafa(1198). Lisboa.
- O Elogio de Francisco Adolfo Varnhagen por Oliveira Lima. Lisboa: Separata da Revista de Portugal-Série A-Língua Portuguesa, Vol.XXIX, 1964.
- Os Estudos arábicos em Portugal. Lisboa: Separata da Sociedade de Língua Portuguesa, 1964.
- Versão desconhecida de uma carta de João de Barros (1531). Lisboa: Separata da Revista de Portugal-Série A, Língua Portuguesa, Vol. XXIX, 1964,
- À Margem do meu «Dicionário Etimológico da Língua Portuguesa». [51]
- Carta ao Dr. Martim Lopes (1500). Lisboa.
- O Nome Brasil. Lisboa: Separata da Revista de Portugal- Série A, Língua Portuguesa, Vol. XXX 1965.
- Notas de Toponímia:Aix-la-Chapelle. Lisboa: Separata da Revista de Portugal - Série A, Língua Portuguesa, Vol. XXX, 1965.
- Nótulas de Sintaxe Portuguesa. [52]
- O Nome Brasil. Braga: Separata da revista Scientia Ivridica, tomo XIV, nºs 73-74, Maio-Agosto, 1965.
- Ainda o nome Brasil. Lisboa: Separata da Revista de Portugal- Série A, Língua Portuguesa, Vol. XXXI, 1966.
- Mo(n)sse Beltram de Claquim. Lisboa: Separata da Revista de Portugal- Série A, Língua Portuguesa, Vol. XXXI, 1966.
- Taprobana, Ceilão e Samatra, em colaboração com o Eng. Viriato Campos. Lisboa:Separata da Revista de Portugal- Série A, Língua Portuguesa, Vol. XXXI, 1966
- Uma carta de Gonçalves Dias sobre a língua portuguesa. Lisboa:Separata da Revista de Portugal- Série A, Língua Portuguesa, Vol. XXXI, 1966.
- Uma proposta para a impressão do Cancioneiro do Colégio dos Nobres. Lisboa:Separata da Revista de Portugal- Série A, Língua Portuguesa, Vol. XXXI, 1966.
- A propósito do Taprobânico Achém (A ode de Camões ao Conde do Redondo). Lisboa: Separata da Revista de Portugal- Série A, Língua Portuguesa, Vol. XXXII, 1967.
- Biobibliografia de David Lopes. [53]
- Origens do Português do Sul. [54]
- David Lopes, o homem e a obra. [55]
- Mo(n)sse Beltram de Claquim. Rio de Janeiro: Separata de Estudos Filológicos, em homenagem a Serafim da Silva Neto, 1967.
- Origens do Português (ensaio).2ªed.revista. Lisboa: Sociedade de Língua Portuguesa, 1967.
- Topónimos Estrangeiros em Fernão Lopes. [56]
- Nomes árabes de terras de Portugal - David Lopes. Colectânea organizada por J. P. M. [57]
- A propósito do antigo nome arábico de Lisboa. Em colaboração com Elza Pacheco. [58]
- Da importância do Roteiro da Viagem de Vasco da Gama (Aos Heróis de 1497).Em colaboração com o Eng. Viriato Campos. Lisboa: Artigos saídos no Diário de Lisboa. Em Junho de 1967. 1968.
- Nótulas sobre línguas francas. Lisboa: Revista de Portugal, Série A-Língua Portuguesa, Vol. XXXIII, 1968.
- Vasco da Gama e sua viagem de descobrimento. Em co-autoria com Viriato Campos. [59]
- Notas sobre o Ensino da Língua Portuguesa. Lisboa.
- Esta he a Linguagem de Calecut. Lisboa: Separata da Revista de Portugal-Série A, Língua Portuguesa, Vol. XXXV, 1970.
- Notícia deÇertos rregnos que estam de Calecut pera a banda do sull. Lisboa: Separata dos Anais do Clube Militar Naval, 1 a 3, Janeiro-Março, 1970.
- Ensaio sobre Faro no Tempo dos Mouros. [60]
- Dicionários – alguns dos seus problemas. [61]
- Arabismos em Diplomas(real ou supostamente)do Século IX. Lisboa: Separata da Revista de Portugal, Série A, Língua Portuguesa,Núm. Especial, 1971.
- Notas soltas sobre a Reforma do Ensino (com algumas considerações sobre o Ensino Técnico). Lisboa: Separata da Revista Ocidente, Vol. LXXX, 1971.
- Luís de Camões - Momentos Literários: colectânea das obras atribuídas ao épico. Lisboa: Sociedade de Língua Portuguesa, 1971.
- Factos,Pessoas e Livros: comentários através dos tempos - I vol. Lisboa: Livraria Portugal, 1971.
- Factos,Pessoas e Livros: comentários através dos tempos - II vol. Lisboa: Livraria Portugal, 1971.
- Proémio e carta do Marquês de Santilhana. Lisboa: Separata da Sociedade de Língua Portuguesa, 1972.
- O Dicionário da Academia Brasileira de Letras. Lisboa: Separata da Revista Ocidente. Vol. LXXXIII, 1972.
- Léxico Oriental n'Os Lusíadas. Lisboa: Separata da Revista de Portugal, Série A, Língua Portuguesa, Núm. Especial, 1972.
- António Gonçalves, o impressor d'Os Lusíadas. Lisboa: Revista Prelo, Nº2, Imprensa Nacional-Casa da Moeda, 1972.
- Dispersos-originais portugueses de Carolina Michaelis de Vasconcelos. Organização e publicação em 3vols. Lisboa: Separata da Revista Ocidente, 1969-1972.
- A propósito da Sura CV do Alcorão. [62]
- Cartas dirigidas a David Lopes. Coordenação e notas de J. P. M.  [63]
- Topónimos estrangeiros e alguns derivados. Lisboa: Separata da Revista de Portugal, 1973.
- Moçambique : contributos para a língua portuguesa. Lisboa: Boletim da Sociedade de Língua Portuguesa, 1973.[64]
- A propósito da Aliança Luso-Britânica. Lisboa: Livraria Portugal, 1973.
- Fim dos medos antigos no Atlântico. Centro de Estudos de Marinha, 1974.
- Posturas do Concelho de Lisboa (Século XIV).Apresentação de Francisco José Veloso. Leitura paleográfica, nótula e vocabulário de JPM. Lisboa: Sociedade de Língua Portuguesa, 1974.
- Santa Bárbara de Nexe. Faro: Separata dos Anais do Município de Faro, 1974.
- O meu Mestre e Amigo Antenor Nascentes. Rio de Janeiro: Separata de Romanitas, Vol. 12 e 13, 1975.
- Toponímia Arábica do Algarve. Faro: Correio do Sul, 1975.
- Ensaio sobre a Toponímia do Concelho de Faro. Faro: Separata dos Anais do Município de Faro, 1976.
- Camões foi Renovador da Língua Portuguesa?. Lisboa: Separata do Boletim Bibliográfico da Livraria Portugal, 1977.
- Dicionário Etimológico da Língua Portuguesa 3ª ed. Em 5 vols. Lisboa: Livros Horizonte, 1977.
- Os Árabes e a nomenclatura naval portuguesa. Matosinhos: Separata do Boletim da Biblioteca Municipal de Matosinhos, nº 22, 1978.
- Educação popular e processo de consciencialização. Tradução. Lisboa: Livros Horizonte, 1978.
- Dicionário de Dúvidas e Dificuldades da Língua Portuguesa Vol I. Lisboa: Sociedade de Língua Portuguesa, 1978.
- Alcorão. Tradução directa do árabe e anotações de J. P. M. [65] Vide Lista de traduções do Alcorão.
- Crónica da Conquista do Algarve (Texto de 1792) - Comentários e Notas. Faro: Separata dp Nº VIII dos Anais do Município, 1979.
- Ensaio sobre a Toponímia do Concelho de Oeiras. Oeiras: Câmara Municipal de Oeiras; 1980.
- Notas Camonianas. Lisboa: Edições Horizonte, 1981.
- Grande Dicionário da Língua Portuguesa. 2ª ed. em 12 vols. Lisboa: Sociedade de Língua Portuguesa, Amigos do Livro,1981.
- Factos, Pessoas e Livros: comentários através dos tempos - III. Lisboa: Livraria Portugal, 1981.
- Nomes de Navios Portugueses nos séculos XIII, XIV e XV. Lisboa: Separata da Sociedade de Língua Portuguesa, Série "Estudos e Conferências"nº2, 1982.
- Adeus às aulas.... Lisboa: Separata da Sociedade de Língua Portuguesa, Junho 1982.
- Algumas notas sobre o Algarve no século XIII. Faro: Separata dos Anais do Município de Faro, nº XII, 1983.
- Nomes de terras achadas pelos portugueses no século XV. Lisboa: Separata da Sociedade de Língua Portuguesa, Série "Estudos e Conferências" nº 4, 1983.
- Dicionário Onomástico Etimológico da Língua Portuguesa. 1ª ed. em 3 vols. Lisboa: Editorial Confluência,1984.
- De Ossónoba à sua Ria Formosa. Lisboa: Separata da Sociedade de Língua Portuguesa, Série "Estudos e Conferências", nº5, 1985.
- Alguns dos anglicismos usados em Portugal. Lisboa: Separata da Sociedade de Língua Portuguesa, Série "Estudos e Conferências", nº6, 1985.
- A propósito da ortografia portuguesa. Fundão: Colectânea de artigos publicados no Jornal do Fundão, 1986.
- Ensaio sobre a Toponímia do Concelho de Loulé. Lisboa: Separata da Sociedade de Língua Portuguesa, Série "Estudos e Conferências" nº7, 1987.
- Dicionário etimológico da língua portuguesa: com a mais antiga documentação escrita e conhecida de muitos dos vocábulos estudados. 4ª ed. Lisboa: Livros Horizonte, 1987.
- Afonso X, o Sábio, Poeta e Tradutor. Lisboa: Academia Portuguesa da História, Separata do 7º Centenário da Morte de Afonso X, o Sábio, 1987.
- Primeiro centenário da morte de Dozy. Lisboa: Academia Portuguesa da História, Separata dos Anais, II Série, Vol.32, Tomo I, 1989.
- Elogio do Padre António Brásio. Lisboa: Academia Portuguesa da História, 1989.
- Evolución del portugués en América. Lengua culta y lengua popular. Presencia e influencias de las lenguas indígenas. Separata de"Iberoamérica, una comunidad", Tomo I. Madrid: Ediciones de Cultura Hispánica, 1989.
- Dicionário etimológico da língua portuguesa: com a mais antiga documentação escrita e conhecida de muitos dos vocábulos estudados. 5ª ed. Lisboa:1989.
- Notas soltas sobre Língua Portuguesa. Separata da Sociedade de Língua Portuguesa, Série "Estudos e Conferências", nº12, 1990.
- Dicionário etimológico da língua portuguesa: com a mais antiga documentação escrita e conhecida de muitos dos vocábulos estudados. 6ª ed. Lisboa: Livros Horizonte, 1990.
- Vocabulário Português de Origem Árabe. Lisboa: Editorial Notícias,1991.
- Grande Dicionário da Língua Portuguesa. Em 6 vols. Lisboa: Círculo de leitores.1991.
- Factos, Pessoas e Livros: comentários através dos tempos - IV. Lisboa: Livraria Portugal, 1991.
- Palavras a Propósito de Palavras – notas Lexicais. Lisboa: Editorial Notícias,1992.
- Arabismos na Toponímia Lisboeta. Lisboa: Separata da Sociedade de Língua Portuguesa, Série "Estudos e Conferências, nº13, 1992.
- Dicionário Enciclopédico Alfa.Em 2 vols. Lisboa: Alfa, 1992.
- Terras de Além no Relato da Viagem de Vasco da Gama. Coimbra: Revista da Universidade de Coimbra, nº 37, 1992.
- Estudos Universitários de Língua e Literatura - Homenagem ao Prof. Leodegário A. de Azevedo Filho. Rio de Janeiro: Tempo Brasileiro, 1993.
- Dicionário Onomástico Etimológico da Língua Portuguesa. 2ª ed. em 3 vols. Lisboa:Livros Horizonte, Ed. Confluência,1993.
- Estrangeirismos na Língua Portuguesa. Lisboa: Editorial Notícias,1994.
- D.Pedro e a Cidade de Faro. Faro:Separata dos Anais do Município de Faro, nº XXIV, 1994.
- Ensaios Literários e Linguísticos. Lisboa: Editorial Notícias,1995.
- Ensaios Histórico-Linguísticos. Lisboa: Editorial Notícias,1996.
- O Grande Livro dos Provérbios 1ª ed. Lisboa: Editorial Notícias,1996.
- Ensaios Arábico-Portugueses. Lisboa: Editorial Notícias,1997.
- Vasco da Gama: o homem, a viagem, a época. (versão modernizada). Lisboa: 1997.
- Toponímia Alcantarense. Lisboa: Olisipo, II Série, nº 5, Dezembro de 1997.
- O Grande Livro dos Provérbios 2ª ed. Lisboa: Editorial Notícias,1998.
- Algarve Mouro, Algarve Português. Faro: Stilus, nº1, 1999.
- Dicionário da Língua Portuguesa: revisto e actualizado: 45000 vocábulos 1ª ed. Lisboa: Publicações Dom Quixote, 1999.
- Breve Dicionário Enciclopédico da Língua Portuguesa. Lisboa: Publicações Dom Quixote,1999.
- O Topónimo Almada. Almada: Separata dos Anais de Almada, nº 3, 2000.
- Recordando José Leite de Vasconcelos: um testemunho pessoal. Oeiras: Câmara Municipal de Oeiras, in Estudos Arqueológicos de Oeiras, vol. 8, 1999/2000.
- Tentativa de introdução ao estudo da influência arábica no vocabulário português. Faro: Stilus, nº 2, Jan-Jun.2000.
- Toponímia pré-árabe no Algarve. Faro: Stilus, nº4-5, Janeiro-Dezembro, 2001.
- Grande Vocabulário da Língua Portuguesa. 1ª ed. Em 2 vols. Lisboa: Âncora Editora,2001.
- Dicionário etimológico da língua portuguesa: com a mais antiga documentação escrita e conhecida de muitos dos vocábulos estudados. 8ª ed. Lisboa: Livros Horizonte, 2003.
- Dicionário Onomástico Etimológico da Língua Portuguesa. 3ª ed. em 3 vols. Lisboa:Livros Horizonte,2003.
- Breve história da Língua Portuguesa. Santarém: Página Editora, 2003.
- Badalhouce, Badajoz, suas origens. Lisboa: Academia Portuguesa da História, 2004.
- O Grande Livro dos Provérbios 3ª ed. Lisboa: Editorial Notícias,2005.
- A obra de Frei José de Santo António Moura. Lisboa: Academia Portuguesa da História, 2005.
- Factos, Pessoas e Livros: comentários através dos tempos - V Vol.. Lisboa: Edição Comemorativa do 60º Aniversário da Livraria Portugal, 2006. (Póstumo)
- O Grande Livro dos Provérbios 4ª ed. Lisboa: Casa das Letras,2011. (Póstumo)

## Alguns jornais e revistas onde manteve colaboração no domínio da filologia
- A Folha do Norte (Belém do Pará)
- Diário Popular
- Diário de Lisboa
- A Capital
- Brotéria
- Jornal do Fundão
- Correio do Sul (Faro)
- O Algarve (Faro)
- Stilus (Faro)
- Democracia do Sul (Évora)
- Jornal de Sintra
- Bulletin Hispanique (Bordéus)
- Revista Filológica (Rio de Janeiro)
- Romanitas (Rio de Janeiro)
- Boletim de Filologia (Lisboa)
- Anais da Câmara Municipal de Faro
- Revista de Portugal
- Ocidente
- O Islão
- Olisipo
- Boletim Mensal da Sociedade de Língua Portuguesa
- Língua e Cultura (Sociedade de Língua Portuguesa)
- Memórias do Centro de Estudos da Marinha (hoje Academia de Marinha)
- Serviços Bibliográficos da Livraria Portugal. Durante 50 anos, publicação no Boletim de artigos sobre temas variados.
- Diário de Notícias Desde 1996, pequenas nótulas sobre problemas de Língua Portuguesa nas edições de domingo.